# 贝西克塔什
贝希克塔什（發音：[beˈʃictaʃ]）是土耳其伊斯坦布尔的一个區，位于博斯普鲁斯海峡的欧洲一侧，东隔博斯普鲁斯海峡与于斯屈达尔相望。
在贝希克塔什区，沿着博斯普鲁斯海峡有多尔玛巴赫切宫等许多名胜。该区的住宅也相对高档。
2016-2017年，在该区发生两起袭击屠杀事件，一起发生在体育场，另一起发生在酒馆。

## 名称
“贝希克塔什”在土耳其语中意为石头婴儿床。传说此处在拜占庭时期曾是一个同名的教堂（希腊语Kounopetra），藏有据称来自耶稣出生地伯利恒的石头马槽。后来马槽移往圣索菲亚大教堂，在第四次十字军期间消失。

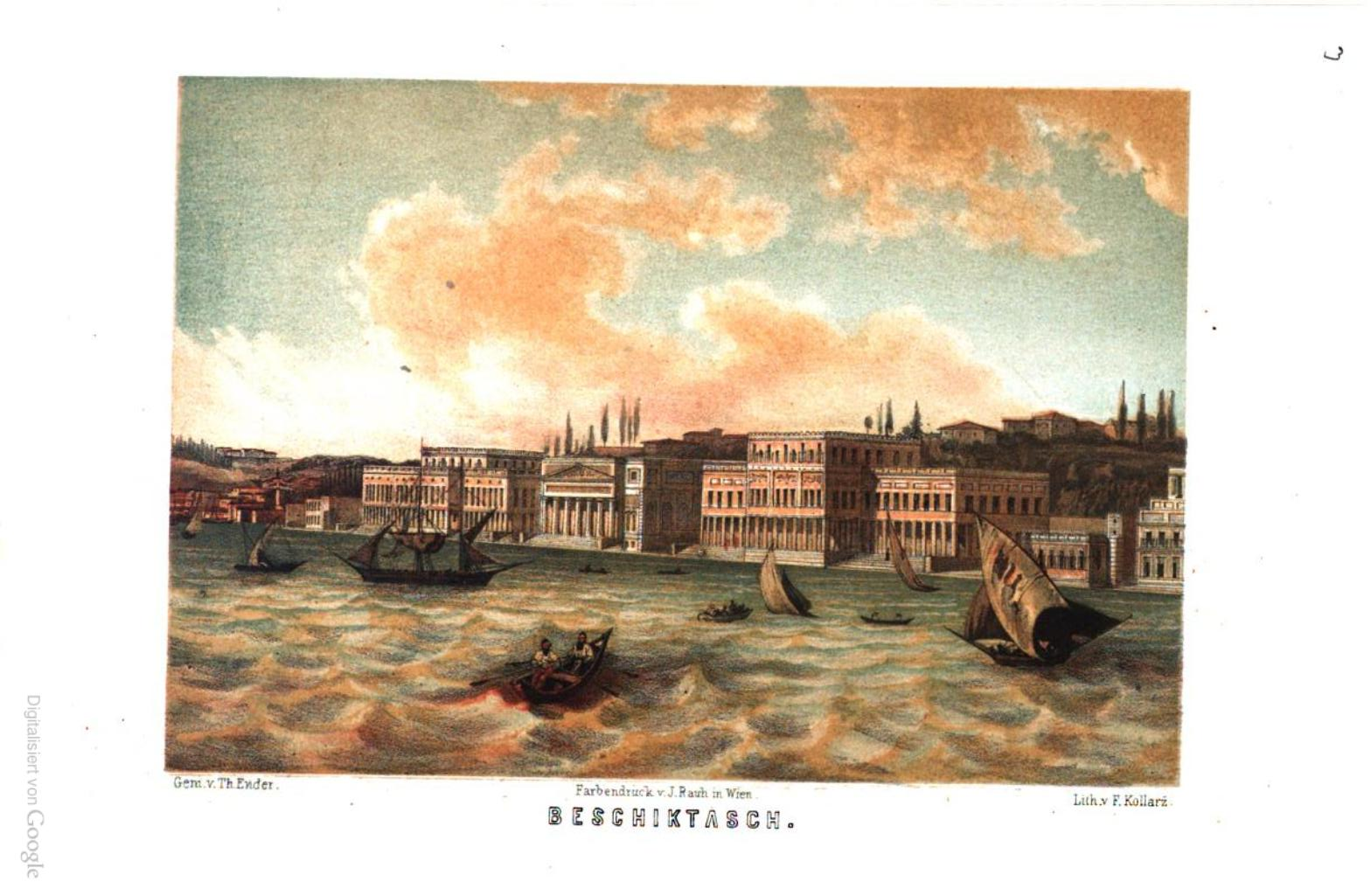

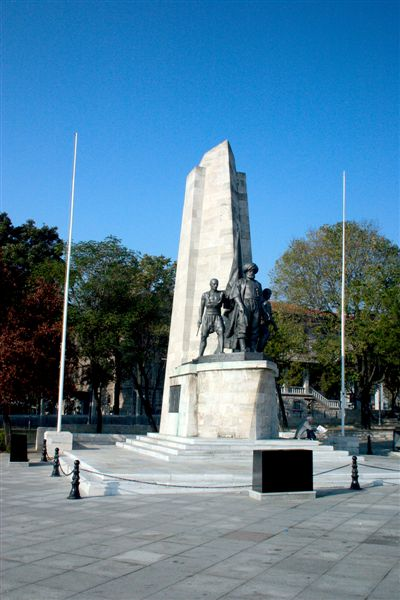

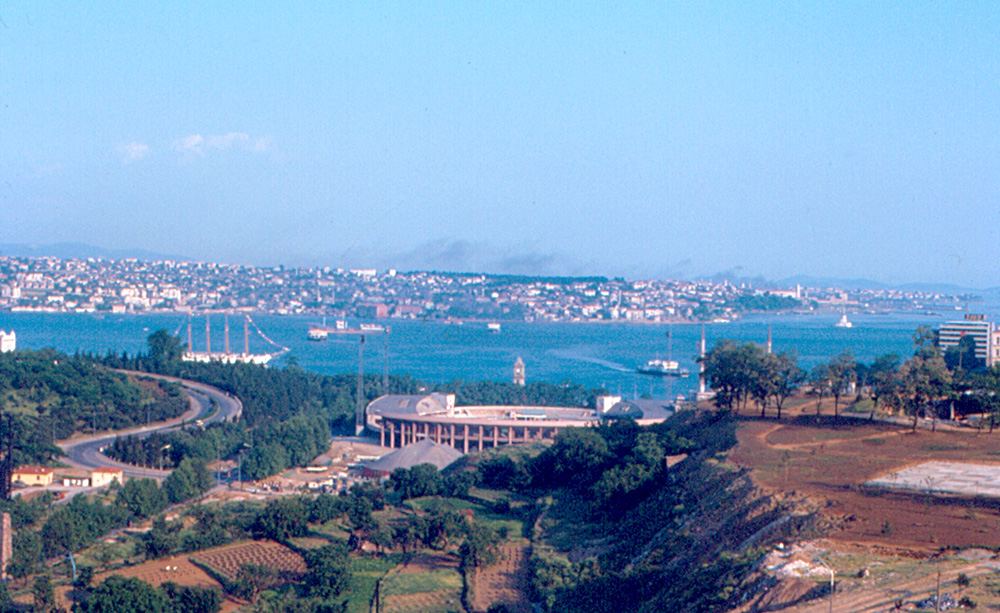

## 友好城市
- 德国巴伐利亚州埃朗根
- 美国纽约州纽约市布鲁克林